# Gračanica (Prijepolje)
Pour les articles homonymes, voir Gračanica.
Gračanica (en serbe cyrillique : Грачаница) est un village de Serbie situé dans la municipalité de Prijepolje, district de Zlatibor. Au recensement de 2011, il comptait 177 habitants.

## Démographie

### Évolution historique de la population
| 1948 | 1953 | 1961 | 1971 | 1981 | 1991 | 2002 | 2011 |
| ---- | ---- | ---- | ---- | ---- | ---- | ---- | ---- |
| 154  | 180  | 175  | 200  | 237  | 270  | 199  | 177  |

|  |